# Andreas Mikkelsen

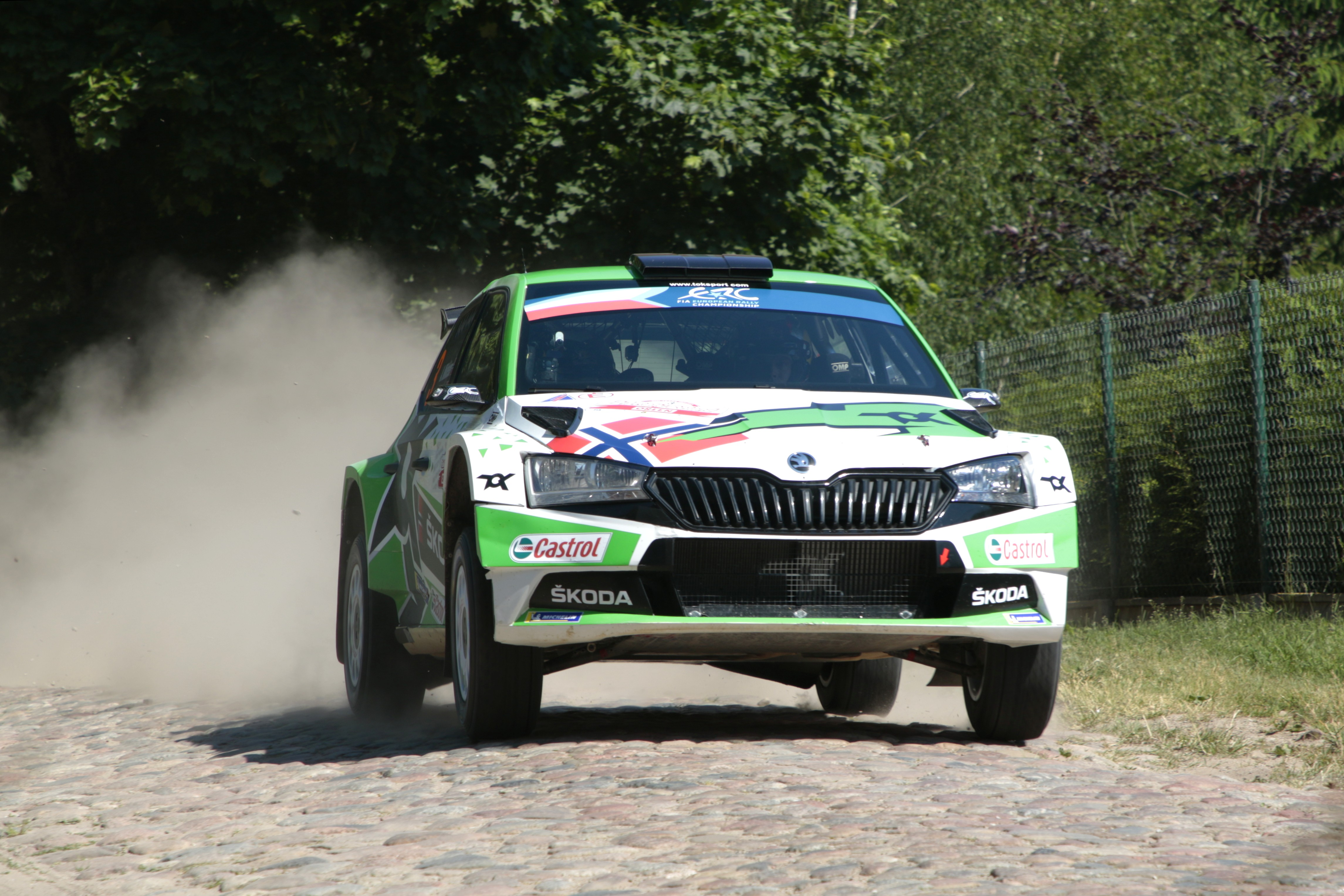
Andreas Mikkelsen podczas Rajdu Polski 2021

Andreas Mikkelsen (ur. 22 czerwca 1989 w Oslo) – norweski kierowca rajdowy. Rajdowy Mistrz Europy, Rajdowy Mistrz Świata w kategorii WRC-2, dwukrotny zwycięzca serii Intercontinental Rally Challenge.
Swój debiut rajdowy Mikkelsen zaliczył w 2006 roku. W tym samym roku zadebiutował w Rajdowych Mistrzostwach Świata. Pilotowany przez Ola Fløene i jadący Fordem Focusem WRC w zespole Stobart VK Ford Rally Team nie ukończył wówczas Rajdu Walii z powodu wypadku. W 2007 roku wystartował w 8 rajdach Mistrzostw Świata, także startując Focusem ze Stobart Team. Z kolei w 2008 roku zaliczył 7 startów w MŚ. W Rajdzie Szwecji zajął 5. miejsce, najwyższe w dotychczasowej karierze (stan na listopad 2011). Stał się też najmłodszym zawodnikiem w historii MŚ, który zdobył punkty. Norweg punktował także w Rajdzie Finlandii (8. pozycja). W sezonie 2008 zdobył łącznie 5 punktów. Zaliczył także pojedyncze starty w MŚ w sezonie 2009.
W swojej karierze Mikkelsen startował także w rajdach Wielkiej Brytanii, Estonii, Irlandii i Norwegii. We wrześniu 2009 roku podczas Rajdu Larvik, Mikkelsen uległ wypadkowi, w wyniku którego zginęła 10-letnia dziewczynka.
W 2009 roku wystartował w jednym rajdzie Intercontinental Rally Challenge. W następnym roku rozpoczął niepełny program w tej serii za kierownicą Forda Fiesty S2000. Sezon ten ukończył na 7. pozycji, a największym osiągnięciem było zajęcie 2. miejsca w Rajdzie Szkocji. W sezonie 2011 Mikkelsen startował już w pełnym cyklu IRC za kierownicą Škody Fabii S2000 w nowym zespole Škoda UK. Wygrał dwa ostatnie rajdy sezonu, dwa razy też zajmował 2. miejsce, co ostatecznie pozwoliło mu zostać najmłodszym mistrzem serii IRC. W kolejnym roku ponownie okazał się najlepszy w serii IRC wygrywając 2 rajdy a w kolejnych pięciu zajmując drugie miejsce.
W 2013 został włączony jako trzeci kierowca do fabrycznego zespołu Volkswagena wystawiającego samochody Polo R WRC w mistrzostwach świata. Sezon zakończył na dziesiątym miejscu z dorobkiem 50 punktów. W kolejnym sezonie podczas Rajdu Szwecji po raz pierwszy stanął na podium rundy zajmując najlepsze dotychczas w karierze, drugie miejsce. Wynik ten powtórzył podczas Rajdu Polski.
We wrześniu 2017 roku podpisał dwuletni kontrakt z Hyundai Motorsport, który gwarantuje mu start w trzech ostatnich rajdach sezonu 2017, a także we wszystkich rundach sezonu 2018 i 2019.

## Zwycięstwa w rajdach WRC[4]
| # | Rajd               | Sezon | Pilot        | Samochód              |
| - | ------------------ | ----- | ------------ | --------------------- |
| 1 | 51. Rajd Hiszpanii | 2015  | Ola Fløene   | Volkswagen Polo R WRC |
| 2 | 73. Rajd Polski    | 2016  | Anders Jæger | Volkswagen Polo R WRC |
| 3 | 25. Rajd Australii | 2016  | Anders Jæger | Volkswagen Polo R WRC |

## Występy w mistrzostwach świata
| Sezon | Zespół                                                          | Samochód                                            | 1        | 2       | 3          | 4          | 5             | 6          | 7             | 8         | 9         | 10              | 11            | 12              | 13              | 14        | 15              | 16 | Punkty | Miejsce |
| ----- | --------------------------------------------------------------- | --------------------------------------------------- | -------- | ------- | ---------- | ---------- | ------------- | ---------- | ------------- | --------- | --------- | --------------- | ------------- | --------------- | --------------- | --------- | --------------- | -- | ------ | ------- |
| 2006  | Stobart VK Ford Rally Team                                      | Ford Focus WRC                                      | Monako   | Szwecja | Meksyk     | Hiszpania  | Francja       | Argentyna  | Włochy        | Grecja    | Niemcy    | Finlandia       | Japonia       | Cypr            | Turcja          | Australia | Nowa Zelandia   | NU | 0      | –       |
| 2007  | Stobart VK Ford Rally Team Ramsport                             | Ford Focus WRC                                      | Monako   | Szwecja | 10         | Meksyk     | 10            | Argentyna  | Włochy        | Grecja    | 12        | 24              | Nowa Zelandia | 25              | DK              | Japonia   | 9               | NU | 0      | –       |
| 2008  | Ramsport                                                        | Ford Focus WRC                                      | Monako   | 5       | Meksyk     | Argentyna  | Jordania      | NU         | Grecja        | 19        | 12        | 11              | Nowa Zelandia | 8               | 11              | Japonia   | Wielka Brytania |    | 5      | 16.     |
| 2009  | Andreas Mikkelsen                                               | Subaru Impreza WRX STi Škoda Fabia WRC              | Irlandia | NU      | Cypr       | Portugalia | Argentyna     | Włochy     | Grecja        | NU        | Finlandia | Australia       | Hiszpania     | Wielka Brytania |                 |           |                 |    | 0      | –       |
| 2010  | Andreas Mikkelsen                                               | Ford Fiesta S2000                                   | 11       | Meksyk  | Jordania   | Turcja     | Nowa Zelandia | Portugalia | Bułgaria      | Finlandia | Niemcy    | Japonia         | 18            | Hiszpania       | 10              |           |                 |    | 1      | 26.     |
| 2011  | Volkswagen Motorsport                                           | Škoda Fabia S2000                                   | Szwecja  | Meksyk  | Portugalia | Jordania   | Włochy        | Argentyna  | Grecja        | NU        | Niemcy    | Australia       | Francja       | Hiszpania       | Wielka Brytania |           |                 |    | 0      | –       |
| 2012  | Volkswagen Motorsport                                           | Škoda Fabia S2000                                   | Monako   | 13      | Meksyk     | Portugalia | NU            | NU         | Nowa Zelandia | 27        | 7         | Wielka Brytania | 12            | 7               | 21              |           |                 |    | 13     | 14.     |
| 2013  | Volkswagen Motorsport II                                        | Volkswagen Polo R WRC                               | -        | -       | -          | 6          | 8             | 4          | NU            | 10        | -         | 7               | 7             | NU              | 5               |           |                 |    | 50     | 10.     |
| 2014  | Volkswagen Motorsport II                                        | Volkswagen Polo R WRC                               | 7        | 2       | 19         | 4          | 4             | 4          | 2             | 4         | 3         | 3               | 2             | 7               | NU              |           |                 |    | 150    | 3.      |
| 2015  | Volkswagen Motorsport II                                        | Volkswagen Polo R WRC                               | 3        | 3       | 3          | NU         | 3             | 36         | 2             | NU        | 3         | 4               | 3             | 1               | 3               |           |                 |    | 171    | 3.      |
| 2016  | Volkswagen Motorsport II                                        | Volkswagen Polo R WRC                               | 2        | 4       | NU         | 3          | 2             | 13         | 1             | 7         | 4         | [ 6 ]           | 3             | NU              | 12              | 1         |                 |    | 154    | 3.      |
| 2017  | Škoda Motorsport Citroën Total Abu Dhabi WRT Hyundai Motorsport | Škoda Fabia R5 Citroën C3 WRC Hyundai i20 Coupe WRC | 7        | -       | -          | 7          | -             | NU         | 8             | 9         | -         | 2               | 18            | 4               | 13              |           |                 |    | 54     | 12.     |
| 2018  | Hyundai Shell Mobis WRT                                         | Hyundai i20 Coupe WRC                               | 13       | 3       | 4          | 7          | 5             | 16         | 18            | 10        | 6         | 5               | 6             | 10              | 11              |           |                 |    | 84     | 6.      |
| 2019  | Hyundai Shell Mobis WRT                                         | Hyundai i20 Coupe WRC                               | NU       | 4       | NU         | -          | 2             | 7          | -             | 3         | 4         | 6               | 3             | 6               | -               | Australia |                 |    | 102    | 4.      |

## Starty w rajdach IRC
| Sezon | Zespół            | Samochód          | 1      | 2     | 3     | 4     | 5      | 6      | 7     | 8      | 9     | 10     | 11    | 12     | 13    | Punkty | Miejsce |
| ----- | ----------------- | ----------------- | ------ | ----- | ----- | ----- | ------ | ------ | ----- | ------ | ----- | ------ | ----- | ------ | ----- | ------ | ------- |
| 2009  | Andreas Mikkelsen | Opel Corsa S2000  | MON    | KUR   | SAF   | AZO   | YPR    | ROS    | MAD   | BAR 33 | AST   | SAN    | SZK   |        |       | 0      | –       |
| 2010  | Andreas Mikkelsen | Škoda Fabia S2000 | MON    | KUR   | ARG   | KAN   | SAR NU | YPR 5  | AZO 4 | MAD    | BAR 5 | SAN NU | SZK 2 | CYP NU |       | 21     | 7.      |
| 2011  | Škoda UK          | Škoda Fabia S2000 | MON NU | KAN 6 | KOR 6 | JAŁ 4 | YPR NU | AZO 2  | BAR 5 | MEC NU | SAN 2 | SZK 1  | CYP 1 |        |       | 153,5  | 1.      |
| 2012  | Škoda UK          | Škoda Fabia S2000 | AZO 1  | KAN 2 | IRE 2 | KOR 5 | TAR 2  | YPR NU | SMR 2 | SIB 1  | BAR 8 | JAŁ    | SLI   | SAN    | CYP 2 | 168    | 1.      |